# Dyschoriste vagans
Dyschoriste vagans är en akantusväxtart som beskrevs av Carl Ernst Otto Kuntze. Dyschoriste vagans ingår i släktet Dyschoriste och familjen akantusväxter. Inga underarter finns listade i Catalogue of Life.